# Carlo Alberto Dell'Agnola

Congresso internazionale dei matematici 1932, Zurigo

Carlo Alberto Dell'Agnola (Taibon Agordino, 23 giugno 1871 – Venezia, 19 agosto 1956) è stato un matematico ed economista italiano.

## Biografia
Figlio di Giovanni Battista e di Maria Soccol, in gioventù studiò a Belluno, passando poi all'Università di Padova dove si laureò in matematica nel 1896.
Divenne allora assistente volontario alla cattedra di calcolo infinitesimale e per alcuni anni fu libero docente presso l'ateneo. Successivamente, per ragioni economiche e di carriera, insegnò negli istituti tecnici (a Cagliari e poi Venezia) matematica generale e finanziaria e si meritò l'iscrizione al ruolo d'onore dei professori.
Frattanto cominciava a lavorare anche all'Accademia e all'Istituto universitario di economia e commercio. Dal 1926, finalmente, divenne docente titolare di matematica finanziaria all'Università Ca' Foscari, della quale fu più volte rettore. I suoi studi continuarono anche dopo la pensione, nel 1949.
Fu, inoltre, membro dell'Istituto veneto di scienze, lettere ed arti, presidente dell'Ateneo Veneto e presidente della sezione veneziana della Mathesis.

## Pubblicazioni
- Introduzione matematica alla statistica : anno accademico 1923-24, Padova, La Litotipo Ed. Universitaria, 1924.
- Matematica generale e finanziaria : anno accademico 1924-25, Padova, La Litotipo Ed. Universitaria, 1925.
- Matematiche generali : introduzione alla matematica finanziaria : anno accademico 1925-1926, Padova, La Litotipo Ed. Universitaria, 1926.
- Matematica finanziaria : R. Istituto superiore di scienze economiche e commerciali di Venezia : anno accademico 1926-27, Padova, A. Milani, 1927.
- Matematiche generali : introduzione allo studio della matematica applicata ai problemi finanziari, economici e statistici, Venezia, G. Scarabellin, 1928.
- Matematica finanziaria : capitalizzazioni, sconti, rendite e ammortamenti, Venezia, G. Scarabellin, 1930.
- Matematica attuariale : teoria delle assicurazioni sulla vita, Venezia, Scarabellin, 1941.